# Eulocastra hypotaenia
Eulocastra hypotaenia là một loài bướm đêm trong họ Noctuidae.